# Брегалничка дивизија
Брегалничка дивизија била је војна јединица Краљевине Србије настала на терену Брегалничке дивизијске области после демобилазације војске 16. августа 1913. године. Брегалничку дивизијску област чинили су пуковски окрузи: Штипски, Велешки, Кочански и Кавадарски. Под командом Брегалничке дивизијске области 1915. године распоређена су била 4 пешадијска пука попуњена регрутима, два батаљона трећег позива са обвезницима из старих и нових крајева.